# 北シャルキーヤ行政区
北シャルキーヤ行政区（きたシャルキーヤぎょうせいく、アラビア語: محافظة شمال الشرقية Muḥāfaẓat Šamāl aš-Šarqīyah）は、オマーンのムハーファザ（行政区）の一つ。首府はイブラーウ。2011年にシャルキーヤ地方を南北に分割して作られた。南シャルキーヤ行政区と比べて人口は少ない分、面積は広い。

## 隣接行政区画
- マスカット特別行政区
- 南シャルキーヤ行政区
- ウスタ行政区
- ダーヒリーヤ行政区

## 下位行政区画
北シャルキーヤ行政区は、6つのウィラーヤ（州）を管轄する。
- イブラーウ（アラビア語版、英語版）
- アル・ムダイビー（アラビア語版、英語版）
- ビディーヤ（アラビア語版、英語版）
- アル・カービル（アラビア語版）
- ワーディー・バニー・ハーリド（アラビア語版、英語版）
- ディマーウ・ワッ・ターイイーン（アラビア語版）